# Morti il 22 luglio
| Questa pagina contiene informazioni ricavate automaticamente dalle voci biografiche con l'ausilio del template Bio e di un bot. L'aggiornamento è periodico e automatico e ricostruisce completamente la pagina. Se manca una persona in questa lista, sei pregato di non aggiungerla, ma accertati piuttosto che la sua voce biografica contenga il template Bio e che i dati anagrafici siano correttamente compilati. Se il template Bio manca, inseriscilo tu stesso o, in alternativa, metti l'avviso {{tmp\|Bio}} che ne segnala la mancanza. Se i dati riportati sono sbagliati, correggi direttamente la voce biografica; le modifiche saranno visibili in questa lista entro pochi giorni. Per chiarimenti vedi il progetto biografie. La lista contiene solo le 520 persone che sono citate nell'enciclopedia e per le quali è stato implementato correttamente il template Bio. Pagina aggiornata al 13 ago 2025. |

## IV secolo(1)
- 306 - Platone di Ancira

## VII secolo(1)
- 665 - Vandregisilo, monaco cristiano franco

## X secolo(1)
- 954 - Arnolfo II di Baviera, nobile franco

## XII secolo(3)
- 1118 - Ermanno di Spanheim, nobile tedesco
- 1119 - Herbert di Losinga, vescovo cattolico normanno
- 1160 - Al-Fa'iz bi-nasr Allah, imam e califfo (n. 1149)

## XIII secolo(8)
- 1217 - Hadmar II di Kuenring, nobile austriaco
- 1224 - Gualtero Garbagni, religioso italiano
- 1245 - Kolbeinn ungi Arnórsson, condottiero islandese (n. 1208)
- 1246 - Alberto da Reggio, patriarca cattolico italiano
- 1253 - Alberto III di Tirolo, nobile (n. 1180)
- 1258 - Mainardo I di Tirolo-Gorizia, conte (n. 1194)
- 1274 - Enrico I di Navarra, re
- 1279 - Filippo di Carinzia, patriarca cattolico austriaco

## XIV secolo(5)
- 1318 - Abu Hammu Musa I, sovrano
- 1322 - Luigi I di Nevers, conte
- 1329 - Cangrande I della Scala, condottiero italiano (n. 1291)
- 1362 - Luigi di Durazzo, conte (n. 1324)
- 1376 - Simon Langham, cardinale e arcivescovo cattolico britannico

## XV secolo(3)
- 1444 - Oddantonio II da Montefeltro, nobile, politico e condottiero italiano (n. 1427)
- 1461 - Carlo VII di Francia, sovrano (n. 1403)
- 1493 - Agostino de Fango, presbitero italiano

## XVI secolo(13)
- 1506 - Francisco Lloris y de Borja, cardinale e patriarca cattolico italiano (n. 1470)
- 1523 - Biagio Milanesi, religioso italiano (n. 1445)
- 1540 - Giovanni I d'Ungheria, re ungherese (n. 1487)
- 1541 - Gregorio Amaseo, umanista italiano (n. 1464)
- 1541 - Federigo Fregoso, cardinale, arcivescovo cattolico e generale italiano
- 1550 - Éguiner Baron, giurista francese
- 1550 - Giorgio di Lencastre, principe portoghese (n. 1481)
- 1563 - Francisco de Villagra, militare spagnolo
- 1567 - Sigismondo II Gonzaga, condottiero italiano (n. 1530)
- 1575 - Francesco Maurolico, matematico, astronomo e storico italiano (n. 1494)
- 1580 - Hieronymus Lotter, mercante e politico tedesco
- 1590 - Leone Leoni, scultore, collezionista d'arte e medaglista italiano
- 1591 - Veronica Franco, poetessa italiana (n. 1546)

## XVII secolo(15)
- 1610 - Pedro Enríquez de Acevedo, generale e politico spagnolo (n. 1525)
- 1619 - Lorenzo da Brindisi, presbitero, teologo e santo italiano (n. 1559)
- 1621 - Mariano da Alcamo, presbitero italiano
- 1624 - García de Silva y Figueroa, diplomatico spagnolo (n. 1550)
- 1631 - Álvaro de Mendoza, vescovo cattolico spagnolo
- 1634 - Johann von Aldringen, generale (n. 1588)
- 1639 - Rutilio Manetti, pittore italiano (n. 1571)
- 1652 - Jacques Specx, politico e mercante olandese (n. 1585)
- 1658 - Federico di Schleswig-Holstein-Sonderburg-Norburg, nobile danese (n. 1581)
- 1676 - Papa Clemente X, papa, vescovo cattolico e cardinale italiano (n. 1590)
- 1679 - Filippo Evans, religioso gallese (n. 1645)
- 1679 - John Lloyd, presbitero gallese (n. 1630)
- 1684 - Josefa de Óbidos, pittrice spagnola
- 1692 - Pietro del Pò, pittore e incisore italiano (n. 1610)
- 1700 - Alderano Cybo-Malaspina, cardinale italiano (n. 1613)

## XVIII secolo(21)
- 1702 - Filippo Parodi, scultore italiano (n. 1630)
- 1708 - Claudio II Gonzaga, nobile italiano (n. 1644)
- 1719 - Giovan Gioseffo Dal Sole, pittore e incisore italiano (n. 1654)
- 1723 - Costantino Ladislao Sobieski, nobile polacco (n. 1680)
- 1726 - Hugh Drysdale, politico e militare britannico
- 1738 - Wolfgang Hannibal von Schrattenbach, cardinale austriaco (n. 1660)
- 1741 - Vasilij Alekseevič Urusov, ammiraglio russo
- 1742 - Andrea Adami da Bolsena, cantore italiano (n. 1663)
- 1746 - Maria Teresa Raffaella di Borbone-Spagna, spagnola (n. 1726)
- 1755 - Georg Erhard Hamberger, chimico, fisiologo e chirurgo tedesco (n. 1697)
- 1756 - Christian Hilfgott Brand, pittore tedesco (n. 1694)
- 1756 - Cesare Cattaneo Della Volta, doge (n. 1680)
- 1762 - Carlotta Sofia di Anhalt-Bernburg, nobile (n. 1696)
- 1765 - Carl Alexander Clerck, entomologo e aracnologo svedese (n. 1709)
- 1771 - Ekaterina Ivanovna Razumovskaja, nobildonna russa (n. 1729)
- 1782 - Gennaro Basile, pittore italiano (n. 1722)
- 1784 - Girolamo Spinola, cardinale e arcivescovo cattolico italiano (n. 1713)
- 1794 - Jean-Benjamin de La Borde, compositore e storico francese (n. 1734)
- 1795 - Ambrogio Mirelli, arcivescovo cattolico italiano (n. 1730)
- 1798 - Maria Amalia di Borbone-Spagna, principessa spagnola (n. 1779)
- 1799 - Antonio Greppi, nobile, diplomatico e banchiere italiano (n. 1722)

## XIX secolo(60)
- 1802 - Marie François Xavier Bichat, chirurgo e fisiologo francese (n. 1771)
- 1802 - Cesare Frichignono di Castellengo, nobile italiano (n. 1763)
- 1803 - Domenico Corvi, pittore italiano (n. 1721)
- 1806 - Maximilien de Baillet-Latour, feldmaresciallo austriaco (n. 1737)
- 1809 - Jean Sénébier, scrittore e botanico svizzero (n. 1742)
- 1812 - Emmanuel Henri Louis Alexandre de Launay, politico francese (n. 1753)
- 1812 - John Gaspard Le Marchant, generale britannico (n. 1766)
- 1812 - Antoinette Saint-Huberty, soprano francese (n. 1756)
- 1813 - George Shaw, botanico e zoologo inglese (n. 1751)
- 1820 - Baldassare Leone, vescovo cattolico italiano (n. 1756)
- 1823 - William Bartram, naturalista, botanico e esploratore statunitense (n. 1739)
- 1826 - Giuseppe Piazzi, presbitero e astronomo italiano (n. 1746)
- 1828 - Antonio Calegari, compositore italiano (n. 1757)
- 1828 - Maria Domenica Fumasoni Biondi, archeologa italiana (n. 1766)
- 1830 - Francesco Sivori, ammiraglio italiano (n. 1771)
- 1832 - Napoleone II di Francia, francese (n. 1811)
- 1833 - Giuseppe Forlenza, chirurgo e oculista italiano (n. 1757)
- 1837 - Giuseppe Serra di Cassano, V duca di Cassano, nobile, politico e rivoluzionario italiano (n. 1771)
- 1838 - Achille Fontanelli, nobile, generale e politico italiano (n. 1775)
- 1840 - Ercole Dandini, cardinale e vescovo cattolico italiano (n. 1759)
- 1841 - Alessandro Michaud de Beauretour, generale e nobile italiano (n. 1771)
- 1845 - Heinrich Bellegarde, generale e politico austriaco (n. 1756)
- 1846 - Urbain Audibert, botanico francese (n. 1789)
- 1850 - Vicente López y Portaña, pittore spagnolo (n. 1772)
- 1852 - Rémi Joseph Isidore Exelmans, generale francese (n. 1775)
- 1853 - Christoffer Wilhelm Eckersberg, pittore danese (n. 1783)
- 1855 - Livio Mariani, politico, storico e giurista italiano (n. 1793)
- 1856 - Thomas Doughty, pittore statunitense (n. 1793)
- 1858 - Mary Aikenhead, religiosa irlandese (n. 1787)
- 1859 - Étienne Cartier, numismatico e storico francese (n. 1780)
- 1859 - Louis De Potter, scrittore e politico belga (n. 1786)
- 1860 - Stefano Delle Chiaje, medico e naturalista italiano (n. 1794)
- 1861 - Barnard Elliott Bee, Jr., militare statunitense (n. 1824)
- 1861 - Antonio Louaraz d'Arville, politico e avvocato francese (n. 1791)
- 1864 - James B. McPherson, generale statunitense (n. 1828)
- 1865 - Vincenzo Antinori, fisico, meteorologo e storico della scienza italiano (n. 1792)
- 1865 - Tommaso Antonio Gigli, vescovo cattolico italiano (n. 1772)
- 1869 - Francesco Arborio Mella di Sant'Elia, generale italiano (n. 1809)
- 1869 - John Augustus Roebling, ingegnere prussiano (n. 1806)
- 1870 - Josef Strauss, compositore e direttore d'orchestra austriaco (n. 1827)
- 1871 - Thomas Dyke Acland, politico inglese (n. 1787)
- 1872 - José Balta, politico peruviano (n. 1814)
- 1877 - Hugh Algernon Weddell, botanico e medico britannico (n. 1819)
- 1878 - Jozef Pozdech, patriota e inventore slovacco (n. 1811)
- 1880 - Anna Caroline Oury, pianista e compositrice francese (n. 1808)
- 1882 - Domenico Maria Villa, vescovo cattolico italiano (n. 1818)
- 1883 - Edward Ord, generale statunitense (n. 1818)
- 1883 - Josef Plachutta, compositore di scacchi austriaco (n. 1827)
- 1884 - Nina de Villard, scrittrice e poetessa francese (n. 1843)
- 1885 - Domenico Balduino, banchiere italiano (n. 1824)
- 1885 - Mary Field, astronoma e fotografa inglese (n. 1813)
- 1885 - Alexandre Schoenewerk, scultore francese (n. 1820)
- 1893 - Ferdinand Bauer, generale e politico austriaco (n. 1825)
- 1893 - Charles Landseer, pittore inglese (n. 1799)
- 1893 - John Rae, esploratore britannico (n. 1813)
- 1894 - Thomas Taylour, III marchese di Headfort, politico irlandese (n. 1822)
- 1895 - Rudolf von Gneist, giurista e politico tedesco (n. 1816)
- 1896 - George Wallace Jones, politico e diplomatico statunitense (n. 1804)
- 1897 - Antonio Puccinelli, pittore italiano (n. 1822)
- 1899 - Frank Embree, statunitense (n. 1880)

## XX secolo(240)
- 1902 - Thomas William Croke, arcivescovo cattolico irlandese (n. 1823)
- 1902 - Gaetano De Pasquali, politico, poeta e giornalista italiano (n. 1818)
- 1902 - Carl Jakob Adolf Christian Gerhardt, psichiatra tedesco (n. 1833)
- 1902 - Mieczysław Halka Ledóchowski, cardinale e arcivescovo cattolico polacco (n. 1822)
- 1903 - Francis Lewis Cardozo, politico e religioso statunitense (n. 1836)
- 1903 - Cassius Marcellus Clay, politico, diplomatico e militare statunitense (n. 1810)
- 1904 - Wilson Barrett, attore, drammaturgo e manager inglese (n. 1846)
- 1904 - Karl von Stremayr, politico, giurista e nobile austriaco (n. 1832)
- 1905 - Juan Pablo Rojas Paúl, politico venezuelano (n. 1826)
- 1906 - Russell Sage, imprenditore statunitense (n. 1816)
- 1907 - Nicola Boccuzzi, medico e politico italiano (n. 1856)
- 1908 - Carlo Nocella, cardinale italiano (n. 1826)
- 1908 - William Randal Cremer, politico britannico (n. 1828)
- 1909 - Detlev von Liliencron, poeta e scrittore tedesco (n. 1844)
- 1910 - Giuseppe Pacini, baritono italiano (n. 1862)
- 1910 - Felice Pedroni, italiano (n. 1858)
- 1911 - Percy Bunting, giornalista inglese (n. 1836)
- 1912 - Charles Ostyn, operaio francese (n. 1823)
- 1913 - Hugo Laspeyres, mineralogista tedesco (n. 1836)
- 1914 - William Burton, golfista statunitense (n. 1875)
- 1914 - George Crum, cuoco statunitense (n. 1824)
- 1914 - Charles Maurin, pittore e incisore francese (n. 1856)
- 1914 - Jurji Zaydan, scrittore e poeta libanese (n. 1861)
- 1915 - Enrico Elia, scrittore e militare italiano (n. 1891)
- 1915 - Sandford Fleming, inventore e ingegnere canadese (n. 1827)
- 1916 - James Whitcomb Riley, scrittore e poeta statunitense (n. 1849)
- 1918 - Manuel González Prada, scrittore, critico letterario e politico peruviano (n. 1848)
- 1918 - István Mudin, discobolo, multiplista e pesista ungherese (n. 1881)
- 1920 - Francisco Domingo Marqués, pittore spagnolo (n. 1842)
- 1920 - William Kissam Vanderbilt, imprenditore statunitense (n. 1849)
- 1920 - Georges-André Lacroix, regista cinematografico francese (n. 1880)
- 1921 - Edward Theodore Compton, alpinista, pittore e artista tedesco (n. 1849)
- 1921 - Manuel Fernández Silvestre y Pantiga, generale spagnolo (n. 1871)
- 1922 - Takamine Jōkichi, chimico giapponese (n. 1854)
- 1924 - Mariano Barbasán, pittore spagnolo (n. 1864)
- 1924 - Bengt Lagercrantz, tiratore a volo svedese (n. 1887)
- 1924 - Joseph Verlet, calciatore francese (n. 1883)
- 1925 - Max Kronert, attore tedesco
- 1925 - Giulio De Petra, archeologo italiano (n. 1841)
- 1926 - Willard Louis, attore statunitense (n. 1882)
- 1926 - Otto Wilhelm Madelung, chirurgo tedesco (n. 1846)
- 1926 - Friedrich von Wieser, economista e sociologo austriaco (n. 1851)
- 1927 - Virginio Colombo, architetto italiano (n. 1885)
- 1927 - Volt, poeta, scrittore e giornalista italiano (n. 1888)
- 1928 - Luigi Boncompagni Ludovisi, imprenditore e politico italiano (n. 1857)
- 1928 - William Crary Brownell, critico letterario statunitense (n. 1851)
- 1928 - Leone Romanin Jacur, politico italiano (n. 1847)
- 1929 - Luigi De Andreis, ingegnere e politico italiano (n. 1857)
- 1929 - Édouard Louis Joseph Empain, imprenditore e egittologo belga (n. 1852)
- 1929 - Paul Flechsig, psichiatra, anatomista e patologo tedesco (n. 1847)
- 1929 - Édouard Risler, pianista francese (n. 1873)
- 1930 - Wacław Szymanowski, scultore e pittore polacco (n. 1859)
- 1931 - Georgij Michajlovič Brasov, principe russo (n. 1910)
- 1931 - Elsa Laula Renberg, attivista svedese (n. 1877)
- 1931 - Otto Rossbach, archeologo, filologo classico e numismatico tedesco (n. 1858)
- 1932 - Hugh Blair, compositore e organista inglese (n. 1864)
- 1932 - Reginald Fessenden, inventore canadese (n. 1866)
- 1932 - Felix Funke, militare tedesco (n. 1865)
- 1932 - Errico Malatesta, anarchico e scrittore italiano (n. 1853)
- 1932 - Janet Stancomb-Wills, politica britannica (n. 1853)
- 1932 - Roosje Vos, sindacalista e politica olandese (n. 1860)
- 1932 - Florenz Ziegfeld, impresario teatrale statunitense (n. 1867)
- 1933 - Adolf Olland, scacchista olandese (n. 1867)
- 1934 - John Dillinger, criminale statunitense (n. 1903)
- 1934 - Louis-Marie Raucaz, vescovo cattolico francese (n. 1879)
- 1934 - Paolo Ubaldi, presbitero italiano (n. 1872)
- 1935 - William Mulholland, ingegnere irlandese (n. 1855)
- 1936 - Toni Kurz, alpinista tedesco (n. 1913)
- 1937 - Leopoldo Ferri, politico italiano (n. 1877)
- 1937 - Giuseppe Frua, imprenditore italiano (n. 1855)
- 1937 - Augusto Gazelli di Rossana, politico italiano (n. 1855)
- 1937 - James Ramsay Hunt, neurologo statunitense (n. 1874)
- 1938 - Ernest William Brown, matematico e astronomo inglese (n. 1866)
- 1938 - Enrico Degli Incerti, aviatore e militare italiano (n. 1909)
- 1938 - Francesco Del Grosso, militare e pistard italiano (n. 1899)
- 1938 - Dino Oliosi, militare e aviatore italiano (n. 1916)
- 1940 - Angelo Noseda, politico italiano (n. 1866)
- 1940 - Al Young, pugile statunitense (n. 1877)
- 1941 - Dmitrij Grigor'evič Pavlov, generale sovietico (n. 1897)
- 1942 - Jules Verbecke, nuotatore e pallanuotista francese (n. 1879)
- 1943 - Aldo Bellò, aviatore e militare italiano (n. 1911)
- 1943 - Paolo Damiani, militare e aviatore italiano (n. 1917)
- 1943 - Ferruccio Serafini, militare e aviatore italiano (n. 1920)
- 1943 - Marcus Wallenberg, banchiere e imprenditore svedese (n. 1864)
- 1944 - Giuseppe Bravin, partigiano italiano (n. 1922)
- 1944 - Dante Castellucci, partigiano italiano (n. 1920)
- 1944 - Rudolf Fickeisen, canottiere tedesco (n. 1885)
- 1944 - Arthur Hauffe, generale tedesco (n. 1892)
- 1944 - Günther Korten, generale tedesco (n. 1898)
- 1944 - Herbert-Ernst Vahl, generale tedesco (n. 1896)
- 1944 - Francesco Valentino, partigiano italiano (n. 1925)
- 1944 - Ignazio Vian, militare e partigiano italiano (n. 1917)
- 1944 - Guido Zuccaro, pittore italiano (n. 1876)
- 1945 - Emmanuel Foulon, arciere belga (n. 1871)
- 1945 - José Maria Veloso Salgado, pittore portoghese (n. 1864)
- 1947 - Giulio Volpi, avvocato, politico e antifascista italiano (n. 1877)
- 1948 - Rūdolfs Jurciņš, cestista lettone (n. 1909)
- 1949 - Robert Cummings, attore e regista statunitense (n. 1895)
- 1950 - William Lyon Mackenzie King, politico canadese (n. 1874)
- 1951 - Edward Alsworth Ross, sociologo e genetista statunitense (n. 1866)
- 1953 - Cy Kendall, attore statunitense (n. 1898)
- 1953 - Michail Dmitrievič Rjumin, politico sovietico (n. 1913)
- 1954 - Emilio Salvi, politico italiano (n. 1881)
- 1955 - Andrea Caffi, filosofo, politico e giornalista italiano (n. 1887)
- 1955 - Istvan Frank, filologo ungherese (n. 1918)
- 1956 - Emmanuel Pontremoli, architetto francese (n. 1865)
- 1957 - Antonio Banfi, filosofo, politico e critico letterario italiano (n. 1886)
- 1957 - Luigi Gelati, calciatore italiano (n. 1901)
- 1958 - Michail Michajlovič Zoščenko, scrittore russo (n. 1894)
- 1959 - Lal Bokhari, hockeista su prato indiano (n. 1909)
- 1959 - Ermanno Contini, giornalista, critico cinematografico e sceneggiatore italiano (n. 1902)
- 1959 - David van Dantzig, matematico olandese (n. 1900)
- 1959 - Ted Harper, calciatore inglese (n. 1901)
- 1959 - Paolo Venini, vetraio, designer e imprenditore italiano (n. 1895)
- 1960 - Bodil Katharine Biørn, missionaria e infermiera norvegese (n. 1871)
- 1960 - Hans Nordvik, tiratore a segno norvegese (n. 1880)
- 1960 - Yan Xishan, generale e politico cinese (n. 1883)
- 1961 - Jacques-André Boiffard, fotografo e medico francese (n. 1902)
- 1961 - Cesare Lovati, allenatore di calcio e calciatore argentino (n. 1891)
- 1961 - Eduard von Winterstein, attore tedesco (n. 1871)
- 1962 - Carlo Sigismondi, ingegnere, militare e politico italiano (n. 1880)
- 1963 - Albert Soegijapranata, arcivescovo cattolico indonesiano (n. 1896)
- 1963 - Carlo Crotti, calciatore e allenatore di calcio italiano (n. 1900)
- 1963 - Frank Dobson, scultore britannico (n. 1886)
- 1963 - Valerio Valeri, cardinale e arcivescovo cattolico italiano (n. 1883)
- 1964 - Gildo Bocci, attore italiano (n. 1886)
- 1964 - Umberto Mondino, generale italiano (n. 1883)
- 1964 - Alexander Richardson, bobbista e militare britannico (n. 1887)
- 1965 - Leroy Ioas, religioso statunitense (n. 1896)
- 1965 - Amedeo Peyron, avvocato e politico italiano (n. 1903)
- 1966 - Emanuele Caronti, monaco cristiano italiano (n. 1882)
- 1966 - Berend Carp, velista olandese (n. 1901)
- 1966 - Edward Gourdin, lunghista statunitense (n. 1897)
- 1966 - Alberigo Lenza, politico italiano (n. 1909)
- 1967 - Tiberio Evoli, medico e politico italiano (n. 1872)
- 1967 - Lajos Kassák, scrittore, artista e giornalista ungherese (n. 1887)
- 1967 - Günter Klass, pilota automobilistico e pilota di rally tedesco (n. 1936)
- 1967 - Sarah Rector, statunitense (n. 1902)
- 1967 - John L. Russell, direttore della fotografia statunitense (n. 1905)
- 1967 - Carl Sandburg, poeta statunitense (n. 1878)
- 1967 - Alessandro Trotter, botanico e entomologo italiano (n. 1874)
- 1968 - Giovannino Guareschi, scrittore e giornalista italiano (n. 1908)
- 1968 - Les Kuplic, cestista statunitense (n. 1911)
- 1968 - Muthulakshmi Reddy, attivista indiana (n. 1886)
- 1969 - James Needles, allenatore di pallacanestro statunitense (n. 1900)
- 1969 - Francesco Roccati, maratoneta italiano (n. 1908)
- 1970 - Antonio Carminati, architetto italiano (n. 1894)
- 1970 - Gaetano Del Pezzo, calciatore, dirigente sportivo e arbitro di calcio italiano (n. 1892)
- 1970 - Charles Inaebnit, calciatore svizzero (n. 1886)
- 1970 - Fritz Kortner, attore, regista e sceneggiatore austriaco (n. 1892)
- 1970 - Maria Giovanna Albertoni Pirelli, filantropa italiana (n. 1915)
- 1972 - Giuseppe Cognata, vescovo cattolico italiano (n. 1885)
- 1972 - Vilmos Diószegi, etnografo e orientalista ungherese (n. 1923)
- 1974 - Mary Forbes, attrice britannica (n. 1883)
- 1974 - Edna Lewis Thomas, attrice teatrale statunitense (n. 1885)
- 1975 - John Carnegie, XII conte di Northesk, nobile scozzese (n. 1895)
- 1975 - Benjamin Vanninen, fondista finlandese (n. 1921)
- 1976 - Adriano Baracco, giornalista, sceneggiatore e produttore cinematografico italiano (n. 1907)
- 1976 - Willie Evans, calciatore gallese (n. 1912)
- 1976 - Giovanni Guidi, politico italiano (n. 1903)
- 1976 - Louis Luguet, ciclista su strada francese (n. 1892)
- 1976 - Salvatore Mazzocco, compositore e paroliere italiano (n. 1915)
- 1976 - Mortimer Wheeler, archeologo britannico (n. 1890)
- 1976 - Rodolfo Zilli, scultore e pittore italiano (n. 1890)
- 1977 - Francesco Cangiullo, scrittore, poeta e pittore italiano (n. 1884)
- 1977 - Richie Kamuca, sassofonista statunitense (n. 1930)
- 1977 - Paolo Orsi Mangelli, imprenditore italiano (n. 1880)
- 1977 - Pan Yuliang, artista e pittrice cinese (n. 1899)
- 1978 - Jean-Louis Bouquet, scrittore e regista francese (n. 1898)
- 1978 - Angelo Jacopucci, pugile italiano (n. 1948)
- 1978 - Michail Georgievič Pervuchin, politico e ingegnere sovietico (n. 1904)
- 1978 - Pushpa Lal Shrestha, politico nepalese (n. 1924)
- 1979 - J.V. Cain, giocatore di football americano statunitense (n. 1951)
- 1979 - Kathleen Case, attrice statunitense (n. 1933)
- 1979 - Tony Galento, pugile statunitense (n. 1910)
- 1979 - Reuben Leon Kahn, immunologo lituano (n. 1887)
- 1979 - Sándor Kocsis, calciatore ungherese (n. 1929)
- 1979 - Stein Rokkan, politologo e sociologo norvegese (n. 1921)
- 1980 - Sigfrido Burmann, scenografo e decoratore spagnolo (n. 1891)
- 1980 - Pierre Coquelin de Lisle, tiratore a segno francese (n. 1900)
- 1980 - Leonia Milito, religiosa italiana (n. 1913)
- 1980 - Raimondo Piredda, poeta e scrittore italiano (n. 1916)
- 1980 - Ali Akbar Tabatabaei, funzionario iraniano (n. 1930)
- 1981 - Manuela de Jesús Arias Espinosa, religiosa messicana (n. 1904)
- 1981 - Hermann von Hanneken, generale tedesco (n. 1890)
- 1981 - Fritzi Wenisch, schermitrice austriaca (n. 1907)
- 1982 - Sonny Stitt, sassofonista statunitense (n. 1924)
- 1983 - Rodolfo Llopis, politico spagnolo (n. 1895)
- 1983 - Giuseppe Manzone, pittore italiano (n. 1887)
- 1983 - Darrell Silvera, scenografo statunitense (n. 1900)
- 1985 - Sebastiano Fraghì, arcivescovo cattolico italiano (n. 1903)
- 1985 - Matti Järvinen, giavellottista finlandese (n. 1909)
- 1985 - Pietro Laveglia, editore italiano (n. 1906)
- 1985 - Giuseppe Liuzzi, calciatore italiano (n. 1899)
- 1986 - Floyd Gottfredson, fumettista statunitense (n. 1905)
- 1986 - Ede Staal, cantautore e poeta olandese (n. 1941)
- 1986 - Herbert Zschelletzschky, storico dell'arte tedesco (n. 1902)
- 1987 - Giuseppe Cobolli Gigli, politico italiano (n. 1892)
- 1987 - Adele Comandini, sceneggiatrice statunitense (n. 1898)
- 1987 - Ludovico Quaroni, urbanista, architetto e saggista italiano (n. 1911)
- 1988 - Giuseppe Bosia, politico italiano (n. 1894)
- 1988 - Larry Clemmons, sceneggiatore statunitense (n. 1906)
- 1988 - Andrée Dupeyron, aviatrice francese (n. 1902)
- 1988 - Gavriil Georgievič Egiazarov, regista sovietico (n. 1916)
- 1988 - Ian Gordon Greenlees, diplomatico e scrittore scozzese (n. 1913)
- 1988 - Duane Jones, attore statunitense (n. 1937)
- 1988 - Luigi Lucioni, pittore italiano (n. 1900)
- 1988 - Andreina Sacco, altista, ginnasta e cestista italiana (n. 1904)
- 1989 - Paul Christoph Mangelsdorf, agronomo e botanico statunitense (n. 1899)
- 1989 - Martti Talvela, basso finlandese (n. 1935)
- 1990 - Lucy Knoch, attrice statunitense (n. 1923)
- 1990 - Silvio Lucev, cestista italiano (n. 1934)
- 1990 - Otmar Nussio, compositore, flautista e direttore d'orchestra svizzero (n. 1902)
- 1990 - Manuel Puig, scrittore, drammaturgo e sceneggiatore argentino (n. 1932)
- 1990 - Ėduard Strel'cov, calciatore sovietico (n. 1937)
- 1991 - André Dhôtel, scrittore e poeta francese (n. 1900)
- 1992 - Luigi Salerno, storico dell'arte italiano (n. 1924)
- 1992 - David Wojnarowicz, artista, fotografo e scrittore statunitense (n. 1954)
- 1992 - Henry de Rancourt de Mimérand, generale e aviatore francese (n. 1910)
- 1993 - Adolfo Cartisano, fotografo italiano (n. 1936)
- 1993 - Armando Palanca, militare e ingegnere italiano (n. 1906)
- 1994 - Grazia Giuntoli, politica italiana (n. 1906)
- 1995 - Oscar Ferrari, calciatore italiano (n. 1931)
- 1996 - Renato Bresciani, presbitero e missionario italiano (n. 1914)
- 1996 - Bruno Frattegiani, arcivescovo cattolico italiano (n. 1914)
- 1996 - Jessica Mitford, scrittrice, giornalista e attivista britannica (n. 1917)
- 1996 - Giovanni Battista Marini Bettolo Marconi, chimico italiano (n. 1915)
- 1996 - John Panozzo, batterista e compositore statunitense (n. 1948)
- 1997 - János Mogyorósy-Klencs, ginnasta ungherese (n. 1922)
- 1997 - Fritz Scheller, ciclista su strada tedesco (n. 1914)
- 1997 - Alf Svendsrud, calciatore norvegese (n. 1922)
- 1998 - Fritz Buchloh, allenatore di calcio e calciatore tedesco (n. 1909)
- 1998 - Hermann Prey, baritono tedesco (n. 1929)
- 1998 - Antonio Saura, pittore e scrittore spagnolo (n. 1930)
- 1999 - Gaspare Babini, ciclista su strada italiano (n. 1912)
- 1999 - Camillo Gargano, velista italiano (n. 1942)
- 1999 - Ladislav Slovák, direttore d'orchestra slovacco (n. 1919)
- 2000 - Eric Christmas, attore britannico (n. 1916)
- 2000 - Claude Sautet, regista e sceneggiatore francese (n. 1924)
- 2000 - Ross Sutton, arciere e schermidore australiano (n. 1938)

## XXI secolo(148)
- 2001 - Marco Bisceglia, prete italiano (n. 1925)
- 2001 - Fanny Brennan, pittrice francese (n. 1921)
- 2001 - Marija Gorochovskaja, ginnasta sovietica (n. 1921)
- 2001 - Indro Montanelli, giornalista, saggista e scrittore italiano (n. 1909)
- 2002 - Joyce Cooper, nuotatrice britannica (n. 1909)
- 2002 - Giuseppe Corradi, calciatore e allenatore di calcio italiano (n. 1932)
- 2002 - Eduard Hundt, calciatore tedesco (n. 1909)
- 2002 - Viktor Mineev, pentatleta sovietico (n. 1937)
- 2002 - Vicente Sartorius y Cabeza de Vaca, bobbista spagnolo (n. 1931)
- 2002 - Salah Shahada, palestinese (n. 1953)
- 2002 - Ahmad bin Salman Al Sa'ud, militare e imprenditore saudita (n. 1958)
- 2003 - Qusayy Saddam Hussein, politico e militare iracheno (n. 1966)
- 2003 - Lee Knorek, cestista statunitense (n. 1921)
- 2003 - Norman Lewis, scrittore britannico (n. 1908)
- 2003 - Umberto Piscicelli, medico e scrittore italiano (n. 1927)
- 2003 - 'Uday Saddam, politico, giornalista e militare iracheno (n. 1964)
- 2004 - Sacha Distel, cantante, chitarrista e compositore francese (n. 1933)
- 2004 - Alessandro Giorgioni, militare italiano (n. 1968)
- 2004 - Abdullah İnce, cestista turco
- 2004 - Bertie Peacock, allenatore di calcio e calciatore nordirlandese (n. 1928)
- 2004 - Serge Reggiani, attore e cantante italiano (n. 1922)
- 2005 - Hinako Sugiura, fumettista giapponese (n. 1958)
- 2005 - George D. Wallace, attore statunitense (n. 1917)
- 2006 - Franz Josef Gottlieb, regista e sceneggiatore austriaco (n. 1930)
- 2006 - Gianfrancesco Guarnieri, attore, regista e drammaturgo italiano (n. 1934)
- 2006 - Thomas J. Manton, politico statunitense (n. 1932)
- 2006 - Sergio Marelli, cestista e dirigente sportivo italiano (n. 1926)
- 2007 - Carmelo Camet, schermidore argentino (n. 1904)
- 2007 - Dragan Cigan, operaio bosniaco (n. 1976)
- 2007 - László Kovács, fotografo e direttore della fotografia ungherese (n. 1933)
- 2007 - Ulrich Mühe, attore tedesco (n. 1953)
- 2007 - Inge Senoner, sciatrice alpina italiana (n. 1940)
- 2007 - Jean Stablinski, ciclista su strada francese (n. 1932)
- 2007 - Adelina Vaccaro, cestista italiana (n. 1922)
- 2007 - Gregory Vallenilla, cestista venezuelano (n. 1979)
- 2008 - Marcello Baldi, regista e sceneggiatore italiano (n. 1923)
- 2008 - Greg Burson, doppiatore statunitense (n. 1949)
- 2008 - Giovanni Cornacchia, ostacolista e dirigente sportivo italiano (n. 1939)
- 2008 - Estelle Getty, attrice statunitense (n. 1923)
- 2008 - Victor McKusick, medico e genetista statunitense (n. 1921)
- 2009 - Nelson Demarco, cestista uruguaiano (n. 1925)
- 2009 - Bruno Giust, politico e sindacalista italiano (n. 1925)
- 2009 - Carlo Gubbini, politico italiano (n. 1948)
- 2009 - Mark Leduc, pugile canadese (n. 1964)
- 2010 - Vittorio Amandola, attore, doppiatore e dialoghista italiano (n. 1952)
- 2010 - Dennis Byrd, giocatore di football americano statunitense (n. 1946)
- 2010 - Mario Tribuzio, calciatore italiano (n. 1939)
- 2010 - Jørgen Ulrich, tennista danese (n. 1935)
- 2011 - Tom Aldredge, attore statunitense (n. 1928)
- 2011 - Federico Boriani, pittore italiano (n. 1920)
- 2011 - Linda Christian, attrice messicana (n. 1923)
- 2011 - Francesco Paolo Liuzzi, politico e medico italiano (n. 1931)
- 2012 - Romano Battaglia, giornalista, scrittore e poeta italiano (n. 1933)
- 2012 - Eric Bell, calciatore inglese (n. 1929)
- 2012 - Teodoro Bigi, politico, partigiano e sindacalista italiano (n. 1912)
- 2012 - Jurij Capenko, ginnasta sovietico (n. 1938)
- 2012 - Mario Cervati, imprenditore e dirigente sportivo italiano (n. 1928)
- 2012 - George Armitage Miller, psicologo statunitense (n. 1920)
- 2012 - Cesarino Monti, politico italiano (n. 1947)
- 2012 - Alessandro Mostes, imprenditore e pilota motonautico italiano (n. 1940)
- 2012 - Galya Novents, attrice cinematografica armena (n. 1937)
- 2012 - Frank Pierson, sceneggiatore, regista e produttore televisivo statunitense (n. 1925)
- 2012 - Marceau Stricanne, calciatore francese (n. 1920)
- 2012 - Bohdan Stupka, attore e politico ucraino (n. 1941)
- 2013 - Miriam Acevedo, attrice cubana (n. 1928)
- 2013 - Attilio Carminati, scrittore italiano (n. 1922)
- 2013 - Dennis Farina, attore statunitense (n. 1944)
- 2013 - Lafif Lakhdar, giornalista tunisino (n. 1934)
- 2013 - Miguel Lasso, calciatore e giocatore di calcio a 5 panamense (n. 1985)
- 2013 - Ali Maow Maalin, attivista somalo (n. 1954)
- 2013 - Lawrie Reilly, calciatore scozzese (n. 1928)
- 2013 - Chandrika Prasad Srivastava, diplomatico indiano (n. 1920)
- 2014 - José Luis Azcueta, calciatore spagnolo (n. 1936)
- 2014 - Claude Bancilhon, schermidore francese (n. 1931)
- 2014 - Guido Capozzi, giurista e magistrato italiano (n. 1918)
- 2014 - Risto Punkka, biatleta finlandese (n. 1957)
- 2014 - Helmut Uhlig, cestista e allenatore di pallacanestro tedesco (n. 1942)
- 2015 - Luigi Cogodi, politico italiano (n. 1943)
- 2015 - E. L. Doctorow, scrittore statunitense (n. 1931)
- 2015 - Josefa Francisco, attivista filippina (n. 1954)
- 2015 - Natasha Parry, attrice britannica (n. 1930)
- 2015 - Bud Schaeffer, cestista e allenatore di pallacanestro statunitense (n. 1927)
- 2015 - Josef Scheungraber, militare tedesco (n. 1918)
- 2015 - Horst Walter, calciatore tedesco orientale (n. 1939)
- 2016 - Franca Faldini, attrice, giornalista e scrittrice italiana (n. 1931)
- 2016 - Ursula Franklin, fisica e attivista tedesca (n. 1921)
- 2017 - Guglielmo Cerno, saggista, poeta e etnografo italiano (n. 1937)
- 2017 - Fritz Hellwig, politico tedesco (n. 1912)
- 2017 - Marcel Kunz, calciatore svizzero (n. 1943)
- 2017 - Annamaria Palermo, sinologa italiana (n. 1943)
- 2017 - Francesco Pucci, politico italiano (n. 1921)
- 2017 - František Ševčík, hockeista su ghiaccio cecoslovacco (n. 1942)
- 2018 - Frank Havens, canoista statunitense (n. 1924)
- 2018 - Raymond Gerhardt Hunthausen, arcivescovo cattolico statunitense (n. 1921)
- 2018 - Chiyo Miyako, supercentenaria giapponese (n. 1901)
- 2018 - Tony Sparano, giocatore di football americano e allenatore di football americano statunitense (n. 1961)
- 2019 - Christopher Kraft, ingegnere statunitense (n. 1924)
- 2019 - Brigitte Kronauer, scrittrice tedesca (n. 1940)
- 2019 - Juan Rodolfo Laise, vescovo cattolico argentino (n. 1926)
- 2019 - Li Peng, politico cinese (n. 1928)
- 2019 - Nikos Mīlas, cestista e allenatore di pallacanestro greco (n. 1928)
- 2019 - Giuliana Morandini, scrittrice, saggista e critica letteraria italiana (n. 1934)
- 2019 - Wayne See, cestista statunitense (n. 1923)
- 2019 - Godfried Toussaint, informatico e matematico canadese (n. 1944)
- 2019 - Neil Turner, cestista statunitense (n. 1928)
- 2019 - Luciano Vandelli, giurista italiano (n. 1946)
- 2020 - Dino De Poli, politico italiano (n. 1929)
- 2020 - Joan Feynman, astrofisica statunitense (n. 1927)
- 2020 - Aleksandr Ivanickij, lottatore sovietico (n. 1937)
- 2020 - Luigi Latini De Marchi, regista e sceneggiatore italiano (n. 1927)
- 2020 - Bruno Modugno, giornalista, scrittore e regista italiano (n. 1933)
- 2020 - Paolo Sassone-Corsi, biologo italiano (n. 1956)
- 2021 - John Hsane Hgyi, vescovo cattolico birmano (n. 1953)
- 2021 - Jean-Pierre Jaussaud, pilota automobilistico francese (n. 1937)
- 2021 - Greg Knapp, allenatore di football americano statunitense (n. 1963)
- 2021 - Michèle Lalonde, scrittrice e drammaturga canadese (n. 1937)
- 2021 - Peter Rehberg, compositore britannico (n. 1968)
- 2021 - Mike Smith, allenatore di calcio inglese (n. 1937)
- 2022 - Hans Bangerter, dirigente sportivo svizzero (n. 1924)
- 2022 - Robert Boutigny, canoista francese (n. 1927)
- 2022 - Brigantony, cantautore italiano (n. 1948)
- 2022 - Carla Cassola, attrice e doppiatrice italiana (n. 1947)
- 2022 - Peter Lübeke, calciatore tedesco (n. 1952)
- 2022 - Mario Pappagallo, giornalista e scrittore italiano (n. 1954)
- 2022 - Enzo Riccomini, allenatore di calcio e calciatore italiano (n. 1934)
- 2022 - Stefan Soltész, direttore d'orchestra austriaco (n. 1949)
- 2022 - Aleksej Vdovin, pallanuotista sovietico (n. 1963)
- 2022 - Stuart Woods, scrittore statunitense (n. 1938)
- 2023 - Aaron Cicourel, sociologo statunitense (n. 1928)
- 2023 - Lelia Goldoni, attrice statunitense (n. 1936)
- 2023 - Günther Herrmann, calciatore tedesco (n. 1939)
- 2023 - Ernesto Mastrángelo, calciatore e allenatore di calcio argentino (n. 1948)
- 2023 - Arthur Rubin, produttore teatrale e attore statunitense (n. 1926)
- 2023 - Adolf Scherer, calciatore cecoslovacco (n. 1938)
- 2023 - Marianne Werner, pesista e discobola tedesca (n. 1924)
- 2024 - Luigia Cordati Rosaia, politica, matematica e insegnante italiana (n. 1926)
- 2024 - Muhammad Ahmad Farid al-Tihami, generale egiziano (n. 1947)
- 2024 - Elena Mauti Nunziata, cantante lirica italiana (n. 1944)
- 2024 - John Mayall, cantante, polistrumentista e compositore britannico (n. 1933)
- 2024 - Carolyn Schuler, nuotatrice statunitense (n. 1943)
- 2025 - Alexander Bernstein, educatore e insegnante statunitense (n. 1955)
- 2025 - John Fallon, calciatore scozzese (n. 1940)
- 2025 - Piero Fiorelli, linguista, storico della letteratura e giurista italiano (n. 1923)
- 2025 - Jane Greer, poetessa statunitense (n. 1953)
- 2025 - Joey Jones, calciatore gallese (n. 1955)
- 2025 - Chuck Mangione, musicista, compositore e trombettista statunitense (n. 1940)
- 2025 - Ozzy Osbourne, cantautore e compositore britannico (n. 1948)
- 2025 - Celeste Pin, calciatore e dirigente sportivo italiano (n. 1961)

## Senza anno specificato(1)
- Wulfstan il Cantore, monaco cristiano e scrittore anglosassone